# Union Station (Dallas)
Union Station, oficialmente Eddie Bernice Johnson Union Station (o simplemente EBJ Union Station), también conocida como Dallas Union Terminal es una gran estación de ferrocarril intermodal en Dallas, Texas. Es la tercera estación de Amtrak más concurrida de Texas, detrás de la estación central de Fort Worth y la estación de San Antonio. Sirve a las líneas Roja y Azul del Tren Ligero de Dallas, al tren de cercanías Trinity Railway Express y Amtrak. Está ubicado en la calle Houston, entre las calles Wood y Young, en el Downtown de Dallas. La estructura es un Monumento Histórico de Dallas y figura en el Registro Nacional de Lugares Históricos.

## Historia
Union Terminal Company construyó Dallas Union Terminal, como se llamó originalmente Union Station, en 1916 para consolidar cinco estaciones de tren repartidas por Dallas en una sola, convirtiendo a Dallas en un importante centro de transporte en el sur de los Estados Unidos. En el apogeo de su uso, hasta 80 trenes paraban cada día en la estación. Fue diseñado por Jarvis Hunt, quien diseñó otras grandes estaciones de tren. Los ferrocarriles atendidos por la estación incluían el Ferrocarril de Atchison, Topeka y Santa Fe ('Santa Fe'), Ferrocarril del suroeste de St. Louis ('Cotton Belt'), Ferrocarril de Fort Worth y Denver, Chicago, Rock Island y Ferrocarril del Pacífico ('Rock Island' ), Ferrocarril Burlington-Rock Island, Ferrocarril San Luis-San Francisco ('Frisco'), Ferrocarril Misuri-Kansas-Texas ('Katy'), Southern Pacific y Ferrocarril de Texas y el Pacífico.

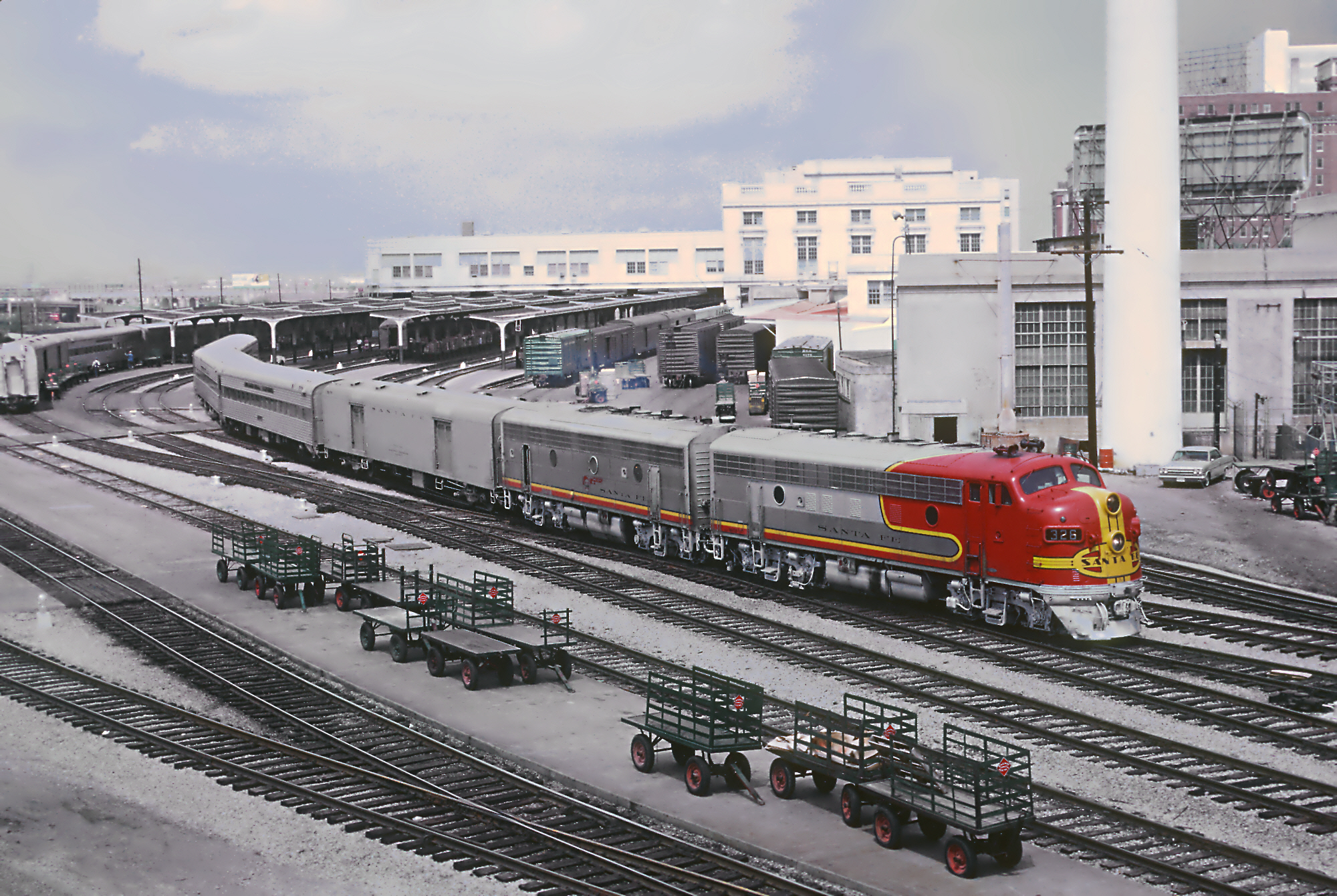
Texas Chief saliendo de la estación.

En 1954, el edificio sirvió como biblioteca temporal, mientras que el sistema de Biblioteca Públicas de Dallas construyó una nueva biblioteca central para reemplazar la Biblioteca Carnegie original.
Originalmente, la sala de espera del segundo nivel estaba conectada a las plataformas del tren a través de una pasarela elevada, pero este diseño nunca fue popular entre los viajeros, ya que necesitaban subir una gran cantidad de escaleras. Se agregaron escaleras mecánicas, pero finalmente se abandonó el Gran Salón en favor de una venta de boletos renovada y una sala de espera en la planta baja (todavía en uso en la actualidad). Además, un corredor subterráneo reemplazó la pasarela elevada, con rampas en cada plataforma. A pesar del estatus de Dallas como la segunda ciudad más poblada del estado en ese momento, la estación de Dallas Union fue eclipsada en cierto sentido por la estación de Fort Worth Union. Por ejemplo, el Twin Star Rocket de Rock Island Railroad desde Minneapolis terminó en Fort Worth, no en Dallas. El Texas Chief del Ferrocarril de Santa Fe de Chicago también tomó su ruta a través de Fort Worth, en ruta a Houston.

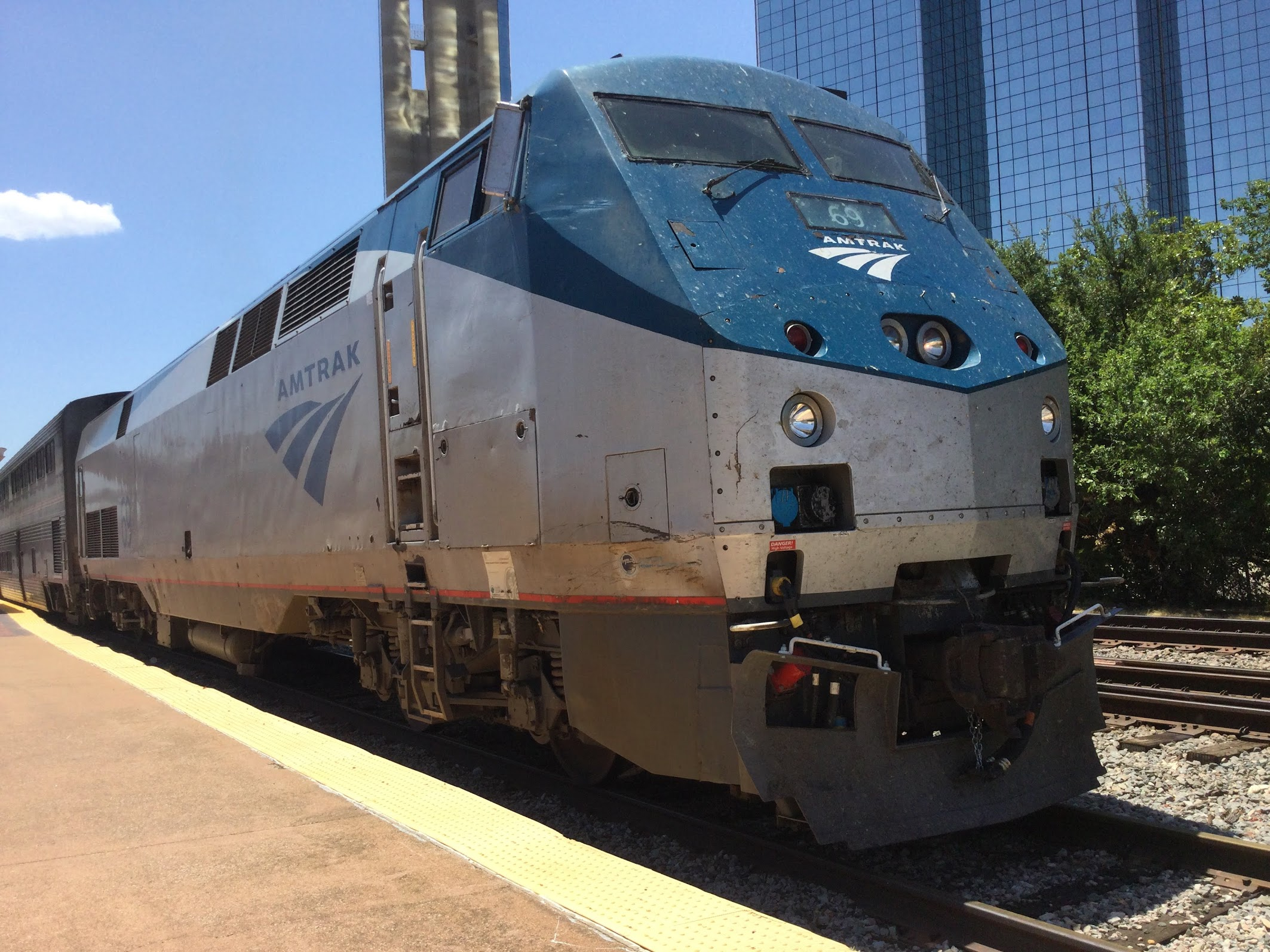
Texas Eagle #421 en la estación dirigido por Amtrak.

El último tren de pasajeros de propiedad privada que sirvió a Union Station, el Texas Eagle de Missouri Pacific Railroad, partió el 31 de mayo de 1969. Cuando comenzó en la primavera de 1971, Amtrak inicialmente consolidó la mayor parte de su servicio Metroplex en Fort Worth, pero planeó introducir servicio a Dallas una vez que se realizaron mejoras en Union Terminal, que consideró obsoleta. Con esas mejoras, el servicio de Amtrak comenzó el 14 de marzo de 1974, con el Inter-American entre San Luis y Laredo; el tren se convirtió en el Texas Eagle que opera actualmente. De 1975 a 1981, la estación también fue atendida por el Lone Star, un descendiente de un antiguo pilar de Santa Fe, el Texas Chief.
El servicio de Tren Ligero de Dallas comenzó en la estación el 14 de junio de 1996. La sala de espera del nivel superior de la estación se reutilizó como espacio para reuniones y convenciones para el Hyatt Regency Dallas, que está conectado a través de una pasarela subterránea.
En octubre de 2016, el Ayuntamiento de Dallas cambió el nombre de la estación a Eddie Bernice Johnson Union Station en honor al representante de los Estados Unidos, Eddie Bernice Johnson. En abril de 2019, DART aprobó el nuevo nombre y realizó una ceremonia de inauguración. Se la conoce principalmente como EBJ Union Station.

## Servicios
La estación cuenta con el servicio de Texas Eagle de Amtrak con Chicago como terminal este y San Antonio o Los Ángeles como terminal occidental. La estación de metro ligero sirve como parada de las líneas Roja y Azul, así como del TRE. Union Station es la terminal norte del tranvía de Dallas y proporciona acceso a la terminal de autobuses Greyhound, el edificio de tribunales George Allen, Plaza Dealey, el Hyatt Regency Dallas en Reunion y Reunion Tower.
El primer piso está ocupado por una ventanilla de venta de boletos de Amtrak, una sala de espera y oficinas de alquiler privado. El segundo piso contiene el Grand Hall restaurado y varias salas de reuniones que llevan el nombre de los ferrocarriles que anteriormente daban servicio a Dallas. El segundo piso y un entrepiso son operados por Wolfgang Puck Catering.
Las rutas de autobús DART de conexión son 9, 45, 47, 214, 224, 306, 378 y 383.

## Murales
En 1934, como parte del Proyecto de Obras de Arte Públicas patrocinado por el gobierno federal, Jerry Bywaters y Alexander Hogue recibieron el primer encargo en Texas para crear una serie de 10 murales que representan eventos en la historia de Dallas. Los habían pintado en las paredes del vestíbulo del segundo piso del antiguo edificio del ayuntamiento de Dallas, ubicado en la calle Harwood entre las calles Main y Commerce. En 1954, los murales originales fueron destruidos cuando el Ayuntamiento se mudó. Cuando se renovó la estación para acomodar el uso del tren ligero, Phillip Lamb recreó parcialmente los murales a lo largo de las plataformas del tren en Union Station.